# 滨湖凯尔
滨湖凯尔是德国莱茵兰-普法尔茨州的一个市镇。总面积28.26平方公里，总人口1879人，其中男性919人，女性960人（2011年12月31日），人口密度66人/平方公里。